# 1999年日本の補欠選挙
1999年日本の補欠選挙（1999ねんにほんのほけつせんきょ）は、日本における立法府である衆議院と参議院を構成する議員の欠員を補うため1999年に行われた補欠選挙である。

## 概要
補欠選挙は「議員の辞職あるいは死亡により欠員が生じた場合に行われる選挙」で、「当選人が得られなかった場合または当選人が不足した場合に、其の当選人の不足を補う」為に行われる再選挙と同様に公職選挙法第11章の「特別選挙｣に含まれている。1999年における衆参補欠選挙は、第14回統一地方選挙前半戦投票日である4月11日に東京都第2区と同第15区及び静岡県第8区の3箇所で、10月17日には参議院長野県選挙区の1箇所、計4箇所で行われた。

## 4月11日実施補選
東京都第2区と同第15区及び静岡県第8区で実施。東京都第2区では民主党新人の中山義活、同15区と静岡県第8区ではそれぞれ自由民主党（以下、自民党)で新人の木村勉と元衆議院議員である塩谷立が当選を果たした。なお東京都第2区と同15区の補欠選挙では、96年総選挙において比例東京ブロックで当選した深谷隆司（自民党)と東祥三（自由党)が衆議院議員を辞職したうえで、出馬する動きもあったが断念している。

### 東京都第2区補選
- 選挙事由：鳩山邦夫衆議院議員（民主党）の議員辞職（東京都知事選挙出馬のため）
- 立候補者：2名
- 当選者：中山義活(民主党)

| 当落 | 候補者   | 党派       | 得票数  | 得票率 |
| ---- | -------- | ---------- | ------- | ------ |
| 当選 | 中山義活 | 民主党     | 134,265 |        |
|      | 中島束   | 日本共産党 | 54,940  |        |
投票率：62.91％

### 東京都第15区補選
- 選挙事由：柿沢弘治衆議院議員(自民党)の議員辞職（東京都知事選挙出馬のため)
- 立候補者：3人
- 当選者：木村勉（自民党)

| 当落 | 候補者   | 党派       | 得票数 | 得票率 |
| ---- | -------- | ---------- | ------ | ------ |
| 当選 | 木村勉   | 自由民主党 | 89,605 |        |
|      | 吉田和子 | 民主党     | 53,490 |        |
|      | 房宗治   | 日本共産党 | 32,551 |        |
投票率：60.73％

### 静岡県第8区補選
- 選挙事由：北脇保之衆議院議員（民主党)の議員辞職（浜松市長選挙への出馬のため）
- 立候補者：3名
- 当選者：塩谷立（自民党)

| 当落 | 候補者   | 党派       | 得票数 | 得票率 |
| ---- | -------- | ---------- | ------ | ------ |
| 当選 | 塩谷立   | 自由民主党 | 98,795 |        |
|      | 鈴木康友 | 民主党     | 82,318 |        |
|      | 中谷則子 | 日本共産党 | 22,510 |        |
投票率：60.87％

## 10月17日実施補選
参議院長野県選挙区で実施。自民党・公明党・自由党による三党連立政権（第2次小渕内閣)発足後、初の国政選挙となった。自民党、民主党、共産党、社民党がそれぞれ候補者を擁立。公明党は自民党候補を推薦したこともあり、「自自公」対「反自自公」が大きな争点となった。選挙の結果、民主党幹事長（当時）である羽田孜の長男で衆議院議員秘書の羽田雄一郎が当選を果たした。

### 参院長野県選挙区補選
- 選挙事由：村沢牧参議院議員（社民党）の死去。
- 立候補者：4人
- 当選者：羽田雄一郎（民主党）

| 当落 | 候補者     | 党派       | 得票数  | 得票率 |
| ---- | ---------- | ---------- | ------- | ------ |
| 当選 | 羽田雄一郎 | 民主党     | 358,949 |        |
|      | 深沢賢一郎 | 自由民主党 | 244,679 |        |
|      | 山口典久   | 日本共産党 | 143,909 |        |
|      | 布目裕喜雄 | 社会民主党 | 105,472 |        |
投票率：49.59％